# Elecciones al Parlamento Escocés de 2021
Las elecciones al Parlamento escocés de 2021 se celebraron el 6 de mayo de 2021 y es la sexta convocatoria electoral desde que entrara en funcionamiento el Parlamento escocés, tras la Ley de Escocia de 1999. Las elecciones coincidieron con las elecciones a la Asamblea Nacional de Gales y elecciones municipales en diversas villas y ciudades de Inglaterra.

## Encuestas
Sondeos de intención de voto para las elecciones al Parlamento Escocés de 2021

## Resultados
| Partido | Partido                       | Voto en circunscripciones | %      | +/-    | Escaños | +/- | Voto regional | %      | +/-    | Escaños | +/- | Escaños totales | +/- |
|         | Partido Nacional Escocés      | 1.291.204                 | 47,70  | + 1,2  | 62      | + 3 | 1.094.374     | 40,34  | - 1,36 | 2       | - 2 | 64              | + 1 |
|         | Partido Conservador           | 592.526                   | 21,89  | - 0,11 | 5       | - 2 | 637.131       | 23,49  | + 0,59 | 26      | + 2 | 31              | =   |
|         | Partido Laborista             | 584.392                   | 21,59  | - 1,01 | 2       | - 1 | 485.819       | 17,91  | - 1,19 | 20      | - 1 | 22              | - 2 |
|         | Partido Verde Escocés         | 34.990                    | 1,29   | + 0,69 | 0       | 0   | 220.324       | 8,12   | + 1,52 | 8       | + 2 | 8               | + 2 |
|         | Partido Liberal-Demócrata     | 187.816                   | 6,94   | - 0,86 | 4       | =   | 137.151       | 5,06   | -0,14  | 0       | - 1 | 4               | - 1 |
|         | Alba                          | -                         | -      | -      | -       | -   | 44.913        | 1,66   | +1,66  | 0       | 0   | 0               | 0   |
|         | Todo por la Unidad            | -                         | -      | -      | -       | -   | 23.299        | 0,86   | +0,86  | 0       | 0   | 0               | 0   |
|         | Partido de la Familia Escocés | 2.734                     | 0,10   | +0,10  | 0       | 0   | 16.085        | 0,59   | +0,59  | 0       | 0   | 0               | 0   |
|         | Voz Verde Independiente       | -                         | -      | -      | -       | -   | 9.756         | 0,36   | +0,36  | 0       | 0   | 0               | 0   |
|         | Independientes                | 5.673                     | 0,21   | -0,09  | 0       | 0   | 6.122         | 0,23   | +0,03  | 0       | 0   | 0               | 0   |
|         | Otros partidos                | 7.426                     | 0,27   | -      | -       | -   | 37.809        | 1,38   | -      | 0       | 0   | 0               | 0   |
| Total   | Total                         | 2.706.761                 | 100,00 |        | 73      |     | 2.712.783     | 100,00 |        | 56      |     | 129             |     |